# Suzanne Danco
Suzanne Danco (22 de enero de 1911, Bruselas, Bélgica-10 de agosto de 2000, Fiesole, Italia) fue una soprano y mezzosoprano belga especializada en repertorio francés, Mozart y contemporáneo.

## Biografía
Suzanne Danco nació en Bruselas, creciendo en un entorno flamenco aunque el francés fue su lengua primordial. Estudió en el Conservatoire Royal de Bruxelles y en 1936 ganó una competencia vocal en Viena, donde Erich Kleiber le recomendó perfeccionarse en Praga con Fernando Carpi. 
Su debut se produjo en 1940, en Italia y luego en la ópera de Génova como Fiordiligi en Così fan tutte. En la década 1940-50 actuó en las grandes casas de ópera europeas como La Scala (Jocasta en Edipo rey  de Stravinsky, y Ellen Orford en Peter Grimes), Teatro de San Carlos napolitano (Marie en Wozzeck), Covent Garden (Mimi en La bohème), Festival de Glyndebourne y el Festival de Aix-en-Provence (Fiordiligi and Donna Elvira). 
Se especializó en papeles de Mozart (Fiordiligi, Elvira, Cherubino,y la Condesa) y óperas modernas de Berg, Britten y Stravinsky. Destacóse como Mélisande en Pelléas et Mélisande, en L'enfant et les sortilèges de Ravel y La condenación de Fausto de Berlioz
Se la recuerda particularmente por su actuación en recitales y conciertos que incluyeron cantatas de Bach, ciclos de Britten y melodía francesa como Les nuits d'eté de Berlioz. 
Suzanne Danco se retiró del canto hacia 1970 para enseñar en la Accademia Musicale Chigiana de Siena y en la Britten-Pears School de Snape. 
Falleció en su residencia de Fiesole, cerca de Florencia.

## Registros discográficos
- Le nozze di Figaro, Erich Kleiber,/ Siepi, Gueden, Della Casa, 1955 (Decca Legends 466369)
- Orphée et Eurydice, Hans Rosbaud, 1956 (Phillips Duo 468537)
- Don Giovanni, Hans Rosbaud.
- Don Giovanni / Krips, Cesare Siepi, Lisa della Casa, Berry, Vienna PO
- Cosi Fan Tutte / Karl Böhm, Danco, Simionato, Morel
- Fauré: Requiem, Pélleas et Mélisande, etc / Danco, Souzay, Ansermet
- Ravel: Shéhérazade; Berlioz: Les Nuits D'été / Ansermet
- Falla: El Amor Brujo; El Sombrero De Tres Picos; Ernest Ansermet
- L'heure espagnole y L'enfant et les sortilèges, Ernest Ansermet
- Faure, Debussy: Melodies / Suzanne Danco, Guido Agosti
- Le martyre de Saint Sébastien, Ernest Ansermet
- The Singers: Suzanne Danco, 1947-1952 (Decca 467909).

## Publicaciones
- Scott, M. "In harmony (a visit with Suzanne Danco)". Opera news, 53 (abril de 1989), 30.